# Çarşamba
Çarşamba este un oraș din Turcia.